# José Félix Ribas
José Félix Ribas (Caracas, 19 settembre 1775 – Tucupido, 31 gennaio 1815) è stato un militare e patriota venezuelano, attivo nella Guerra d'indipendenza del Venezuela.
La sua azione più memorabile fu nella Battaglia di La Victoria, dove sconfisse le forze monarchiche di José Tomás Boves e Francisco Tomás Morales con un esercito composto da adolescenti e giovani provenienti dall'Università Reale del Venezuela e del Seminario Santa Rosa de Lima.

## Biografia
Era l'ultimo di undici figli di una distinta e aristocratica famiglia di Caracas, figlio di Marcos José Ribas y Béthencourt Rodríguez de Talavera y Llerena e Petronila Herrera de las Mariñas Mesones y Liendo. Ricevette un'istruzione di qualità e decise di dedicarsi al lavoro agricolo nelle proprietà di famiglia. All'età di 21 anni sposò María Josefa Palacios, zia di Simón Bolívar. L'8 maggio 1799, all'età di 24 anni, assistette all'esecuzione di José María España nella Plaza Mayor di Caracas, motivo per cui sposò la causa dell'indipendenza e del movimento repubblicano. Nel 1808 iniziò a frequentare riunioni di cospiratori a Caracas e fu coinvolto nella Cospirazione del 1808, ma fu fatto prigioniero dopo il fallimento del piano. Nel 1810 partecipò agli incontri della Società Patriottica e insieme al fratello maggiore Francisco José Ribas, fece parte della Suprema Giunta di Caracas.
Cominciò la carriera militare con il grado di colonnello e gli fu affidato nel 1812 il battaglione Milicias Regladas de Blancos de Barlovento. Combatté agli ordini del generale Francisco de Miranda e in seguito assunse il comando militare di Caracas. A causa della caduta della Prima Repubblica, nel luglio dello stesso anno, andò in esilio prima a Curaçao e poi a Nueva Granada insieme a Simón Bolívar, con il quale portò avanti la Campaña Admirable. Dopo aver terminato con successo la campagna e ottenuto le prime vittorie militari a Niquitao e Los Horcones, fu promosso generale di divisione e comandante generale di Caracas, con il quale ottenne un trionfo nella battaglia di Vigirima il 23 novembre 1813. Il 12 febbraio 1814 guidò gli indipendentisti della Seconda Repubblica del Venezuela contro l'Impero spagnolo nella Battaglia di La Victoria, comandando adolescenti e studenti universitari inesperti in guerra, in uno scontro con le truppe al comando di José Tomás Boves. I venezuelani ebbero la meglio.
Combatté successivamente nella battaglia di Urica dove le forze dell'esercito repubblicano furono sconfitte, ma José Tomás Boves fu ucciso. In seguito fu nuovamente sconfitto nel disperato tentativo di opporre un'ultima resistenza a Francisco Tomás Morales nella Quinta Battaglia di Maturín. In seguito cercò di fuggire, ma fu tradito da uno schiavo di nome Concepción González, e in seguito catturato nelle vicinanze di Valle de la Pascua. Il 31 gennaio 1815, sottoposto a numerose violenze dai suoi rapitori, fu ucciso a 39 anni nella Plaza Mayor di Tucupido, nello stato di Guárico. Il suo corpo fu smembrato e la sua testa fu mandata a Caracas, dove le autorità monarchiche la misero in mostra in una piccola gabbia per scoraggiare i patrioti.